# Sankt Anton im Montafon
Sankt Anton im Montafon är en ort och kommun i distriktet Bludenz i förbundslandet Vorarlberg i Österrike.